# Tercer Ejército (Japón)
El 3.er Ejército Japonés (第3軍 Dai-san gun?) era un cuerpo de ejército del Ejército Imperial Japonés con base en Manchukuo, como fuerza de guarnición bajo el mando del Ejército Kwantung, durante la Segunda Guerra Mundial, pero su historia data de la guerra ruso-japonesa.

## Historia

### Guerra ruso-japonesa
El 3.er Ejército Japonés fue inicialmente creado durante la guerra ruso-japonesa, bajo el mando del General Nogi Maresuke. En los primeros meses de la guerra, su misión principal fue el asedio de Port Arthur. Tras la caída de esta plaza fuerte rusa, fue transferido al norte, donde jugó un papel crucial en el subsiguiente movimiento japonés hacia Mukden, en los últimos momentos de la guerra.
Esta unidad fue desmantelada al final del conflicto.

### Segunda Guerra Mundial
El 3.er Ejército Japonés fue nuevamente reorganizado el 13 de enero de 1938, en Manchukuo, como guarnición para vigilar las fronteras del Este contra posibles incursiones del Ejército Soviético. Más tarde, fue puesto bajo el mando del Ejército Japonés de la Primera Área en julio de 1942.
Como la situación para los japoneses, en el sudeste de Asia, se deterioraba, las unidades más experimentadas, y mucho del equipamiento, del 3.er Ejército Japonés, fueron transferidas a otras unidades.
Durante la invasión soviética de Manchuria, sus fuerzas poco entrenadas y mal equipadas no fueron un obstáculo para el experimentado Ejército Soviético, y fue forzado a retirarse de varias zonas de la provincia de Kirin hacia la frontera coreana, rindiéndose, al final de la guerra, en Yanji y Hunchun, donde hoy es parte de la Prefectura Autónoma Coreana de Yanbian del noreste de China.

## Lista de mandos

### Comandantes en Jefe
|   | Nombre                            | De                       | A                        |
| - | --------------------------------- | ------------------------ | ------------------------ |
| 1 | General Nogi Maresuke             | Agosto de 1904           | Enero de 1906            |
| 2 | General Otozo Yamada              | 13 de enero de 1938      | 10 de diciembre de 1938  |
| 3 | General Hayao Tada                | 10 de diciembre de 1938  | 12 de septiembre de 1939 |
| 4 | General Kamezo Suetaka            | 12 de septiembre de 1939 | 1 de marzo de 1941       |
| 5 | General Masamitsu Kawabe          | 1 de marzo de 1941       | 17 de agosto de 1942     |
| 6 | Teniente General Eitaro Uchiyama  | 17 de agosto de 1942     | 7 de febrero de 1944     |
| 7 | Teniente General Hiroshi Nemoto   | 7 de febrero de 1944     | 22 de noviembre de 1944  |
| 8 | Teniente General Murakami Keisaku | 22 de noviembre de 1944  | Septiembre de 1945       |

### Jefes de Estado Mayor
|    | Nombre                             | De                      | A                       |
| -- | ---------------------------------- | ----------------------- | ----------------------- |
| 1  | Mayor General Ijichi Kōsuke        | Agosto de 1904          | Enero de 1905           |
| 2  | Mayor General Masatoshi Matsunaga  | Febrero de 1905         | Marzo de 1905           |
| 3  | Mayor General Ichinohe Hyoe        | Marzo de 1905           | Enero de 1906           |
| 4  | Teniente General Akita Nakamura    | 20 de enero de 1938     | 14 de abril de 1938     |
| 5  | Teniente General Teiichi Suzuki    | 14 de abril de 1938     | 10 de diciembre de 1938 |
| 6  | Teniente General Masami Maeda      | 10 de diciembre de 1938 | 9 de marzo de 1940      |
| 7  | Teniente General Toshimichi Uemura | 9 de marzo de 1940      | 1 de abril de 1941      |
| 8  | Teniente General Takezo Numata     | 1 de abril de 1941      | 1 de julio de 1942      |
| 9  | Mayor General Akio Doi             | 1 de julio de 1942      | 11 de marzo de 1943     |
| 10 | Mayor General Tatsuhiko Takashima  | 11 de marzo de 1943     | 16 de diciembre de 1944 |
| 11 | Mayor General Hanjiro Ikeya        | 16 de diciembre de 1944 | Septiembre de 1945      |